# Kusabur, Narasimharajapura
Kusabur là một làng thuộc tehsil Narasimharajapura, huyện Chikmagalur, bang Karnataka, Ấn Độ.